# Don't Leave
Don't Leave is een nummer van het Britse elektronische muziekduo Snakehips en de Deense zangeres MØ uit 2017.
Het nummer werd een bescheiden hit in diverse landen. Het bereikte de 27e positie in het Verenigd Koninkrijk, het thuisland van Snakehips, terwijl het de 11e positie behaalde in MØ's thuisland Denemarken. In het Nederlandse taalgebied had het nummer iets minder succes; met in Nederland een 6e positie in de Tipparade en in Vlaanderen een eerste positie in de Tipparade.